# Protosialis mexicana
Protosialis mexicana là một loài côn trùng trong họ Sialidae thuộc bộ Megaloptera. Loài này được Banks miêu tả năm 1901.